# Range Rider

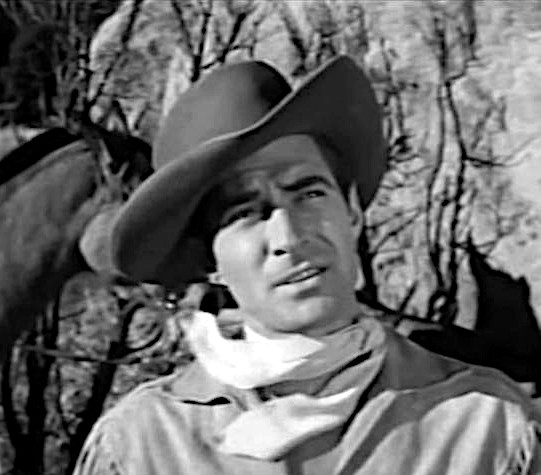
Jock Mahoney como Ranger Rider em episódio de 1953

Range Rider (Tim Relâmpago, no Brasil) é um cowboy fictício do Velho Oeste que estrelou uma série de televisão estadunidense, com 76 episódios produzidos de 1951 a 1953 pela Gene Autry's Flying A Production. Range Rider foi interpretado por Jock Mahoney, que havia angariado fama no meio cinematográfico desde os anos 40, como um grande dublê de filmes western (vide Durango Kid). 
Range Rider estava sempre com uma blusa de franjinhas. O nome de seu cavalo era Rawhide. Seu parceiro era o jovem Dic West (que na série foi interpretado por Dickie Jones), que montava o cavalo Lucky. 
O nome de Tim Relâmpago lhe foi dado pela EBAL que publicou os quadrinhos no Brasil na revista "Aí Mocinho". A série com Mahoney não foi exibida no país.